# Astacopsidrilus hibernicus
Astacopsidrilus hibernicus is een ringworm uit de familie van de Phreodrilidae. De wetenschappelijke naam van de soort werd voor het eerst geldig gepubliceerd in 2020 door Schmelz.